# ガブリエリュス・ランズベルギス
ガブリエリュス・ランズベルギス（Gabrielius Landsbergis、1982年1月7日 - ）は、リトアニアの政治家。元欧州議会議員。2020年12月11日からリトアニア外相を4年間務めた。

## 経歴
1982年1月7日、ソビエト連邦内にあったリトアニアSSRのヴィリニュスに生まれる。祖父はサーユーディスの指導者としてリトアニア独立革命を主導した音楽学者ヴィータウタス・ランズベルギス、父は演出家で著作家のヴィータウタス・V・ランズベルギス。
2003年、ヴィリニュス大学歴史学部を卒業し、学士号（歴史）を取得。2005年にヴィリニュス大学国際関係・政治科学研究院の修士課程を修了し、修士号（国際関係論）を取得した。
リトアニア外務省や大統領府で勤務した後、2007年より在ベルギー・リトアニア大使館にて勤務。2011年1月にリトアニアに帰国した後は内閣府外交欧州部でアドバイザーを務めた。
政党は、祖国連合＝リトアニア・キリスト教民主派に所属。2014年欧州議会議員選挙に祖国連合から立候補し、当選。欧州議会議員に選出された。欧州議会では欧州人民党に所属する。
2015年4月25日、祖国連合の党首に選出された。
2016年、リトアニア国会（セイマス）議員選挙に出馬し、当選。欧州議会議員を辞任し国会議員となった。

### 外務大臣として
2020年12月11日にイングリダ・シモニーテ政権下で外相に就任。
中国政府が新疆ウイグル自治区においてジェノサイドを行っていると認定する決議をリトアニア議会が2021年5月20日に採択し、シモニーテ首相やランズベルギス自身は採決に加わらなかったがランズベルギスは中国が主導する中国中東欧首脳会議『17+1』からの離脱を表明。中国との対立を鮮明にする一方で台湾に接近し、6月22日にリトアニアは台湾に対してアストラゼネカ製のCOVID-19ワクチン2万人分を提供する方針を表明し、ランズベルギスはコロナとの戦いにおける台湾の支持と、自由を愛する人々は互いに気を使うべきとの見解をSNSにて表明。6月30日には国交のない台湾に代表機関を設置すると表明した。7月3日にはリトアニアを訪れた日本の茂木敏充外相と会談を行い自由で開かれたインド太平洋戦略への支持を表明。
2021年12月8日、アメリカ合衆国がベラルーシに対して経済制裁として炭酸カリウムの輸送制限を課したがリトアニアの鉄道がこれを守らなかったため批判を浴び、12月10日に外相辞任を表明したもののシモニーテ首相より慰留され、12月14日に辞任は却下された。2024年10月の国会議員選挙の結果、祖国連合＝リトアニア・キリスト教民主派は下野し、12月、ランズベルギスは外相を退任。

## 人物
母語のリトアニア語のほか、英語、フランス語、ロシア語を話す。
既婚で、妻は株式会社「ヴァイキーステス・ソダス」設立者のアウステヤ・ランズベルギエネ。4児の父で、2人の息子（アウグスタスとヴィルヘルマス）と2人の娘（モルタとゲルトルーダ）がいる。